# 12517 Grayzeck
12517 Grayzeck (1998 HD52) là một tiểu hành tinh vành đai chính.